# Зоря (Панкрушихинський район)
Зоря́ (рос. Заря) — селище у складі Панкрушихинського району Алтайського краю, Росія. Входить до складу Уриваєвської сільської ради.

## Населення
Населення — 43 особи (2010; 79 у 2002).
Національний склад (станом на 2002 рік):
- росіяни — 81 %